# Jerzy Kaczmarek (socjolog)
Jerzy Łukasz Kaczmarek (ur. 13 grudnia 1964 w Jarocinie, zm. 7 kwietnia 2021 w Poznaniu) – polski socjolog, doktor habilitowany nauk społecznych, nauczyciel akademicki, poeta i tłumacz literatury niemieckojęzycznej.

## Życiorys
Uczęszczał do szkoły podstawowej w Jarocinie i technikum w Poznaniu. W 1991 ukończył studia socjologiczne na Uniwersytecie im. Adama Mickiewicza w Poznaniu. Po trzech latach rozpoczął tam pracę jako asystent. W latach 80. i 90. XX wieku był redaktorem kwartalnika literacko-artystycznego „Już Jest Jutro”. W latach 1990–1993 zorganizował cztery edycje całonocnych spotkań twórców sztuki znanych jako „Twórcze Noce Działań”. Prowadził również Teatr „Teatr”, z którym zrealizował dwie sztuki swojego autorstwa – Misterium dni ostatnich i Ziemia. W latach 1996–1997 i 2002 był stypendystą Deutscher Akademischer Austauschdienst w Mannheim, Bielefeld i Erkner. Pisał wiersze, publikując je w Polsce oraz w Niemczech. Był także teoretykiem i inicjatorem „Akcji Droga”.
Pracował najpierw jako adiunkt, a później profesor uczelni w Zakładzie Socjologii Cywilizacji na Wydziale Socjologii Uniwersytetu im. Adama Mickiewicza w Poznaniu (wcześniej w Instytucie Socjologii na Wydziale Nauk Społecznych Uniwersytetu im. Adama Mickiewicza w Poznaniu), naukowo podejmując zagadnienia związane z polsko-niemieckim życiem społecznym na pograniczu, postsekularyzmem i socjologią sztuki. 
Uczestniczył w międzynarodowym projekcie poetycko-plastycznym „Gedichtet/gezeichnet: Dichter und Künstler im Dialog”.  
17 kwietnia 2000 na Uniwersytecie im. Adama Mickiewicza w Poznaniu uzyskał stopień doktora nauk humanistycznych w dziedzinie socjologii ze specjalizacją w zakresie socjologii sztuki na podstawie pracy zatytułowanej Utopie społeczne w sztukach plastycznych na przykładzie artystyczno-społecznej koncepcji Josepha Beuysa napisanej pod kierunkiem Jana Włodarka. Recenzentami pracy doktorskiej byli Marian Golka oraz Zdzisław Krasnodębski. Nakładem Wydawnictwa Naukowego UAM wydał prace zbiorowe Kadrowanie rzeczywistości. Szkice z socjologii wizualnej (2004) oraz Do zobaczenia. Socjologia wizualna w praktyce badawczej (2008), a także autorskie książki Joseph Beuys. Od sztuki do społecznej utopii (2000), Gubin i Guben – miasta na pograniczu. Socjologiczne studium sąsiedztwa (2011) oraz Zobaczyć społeczeństwo. Film i wideo w badaniach socjologicznych (2014). Za całokształt dorobku naukowego oraz tę ostatnią publikację, recenzowaną przez Rafała Drozdowskiego, Krzysztofa Olechnickiego oraz Małgorzatę Bogunię-Borowską, otrzymał stopień doktora habilitowanego nauk społecznych w dziedzinie socjologii.
Był wiceprezesem Towarzystwa im. Floriana Znanieckiego i znawcą jego twórczości. Od 22 kwietnia 2002 roku członek Wydziału II Historii i Nauk Społecznych Poznańskiego Towarzystwa Przyjaciół Nauk, a w latach 2002-2011 przewodniczący Komisji Socjologicznej tego Wydziału.
W 2018 otrzymał „Złotą Książkę” im. Wincentego Różańskiego za całokształt twórczości artystycznej. 
Działał w Akademickim Klubie Obywatelskim im. Prezydenta Lecha Kaczyńskiego w Poznaniu. Zmarł 7 kwietnia 2021 w wieku 56 lat. Uroczystości pogrzebowe odbyły się 15 kwietnia 2021 i rozpoczęły się mszą świętą w kościele Świętej Trójcy w Poznaniu, po zakończeniu której został pochowany na cmentarzu Bożego Ciała w Poznaniu.